# Гори України

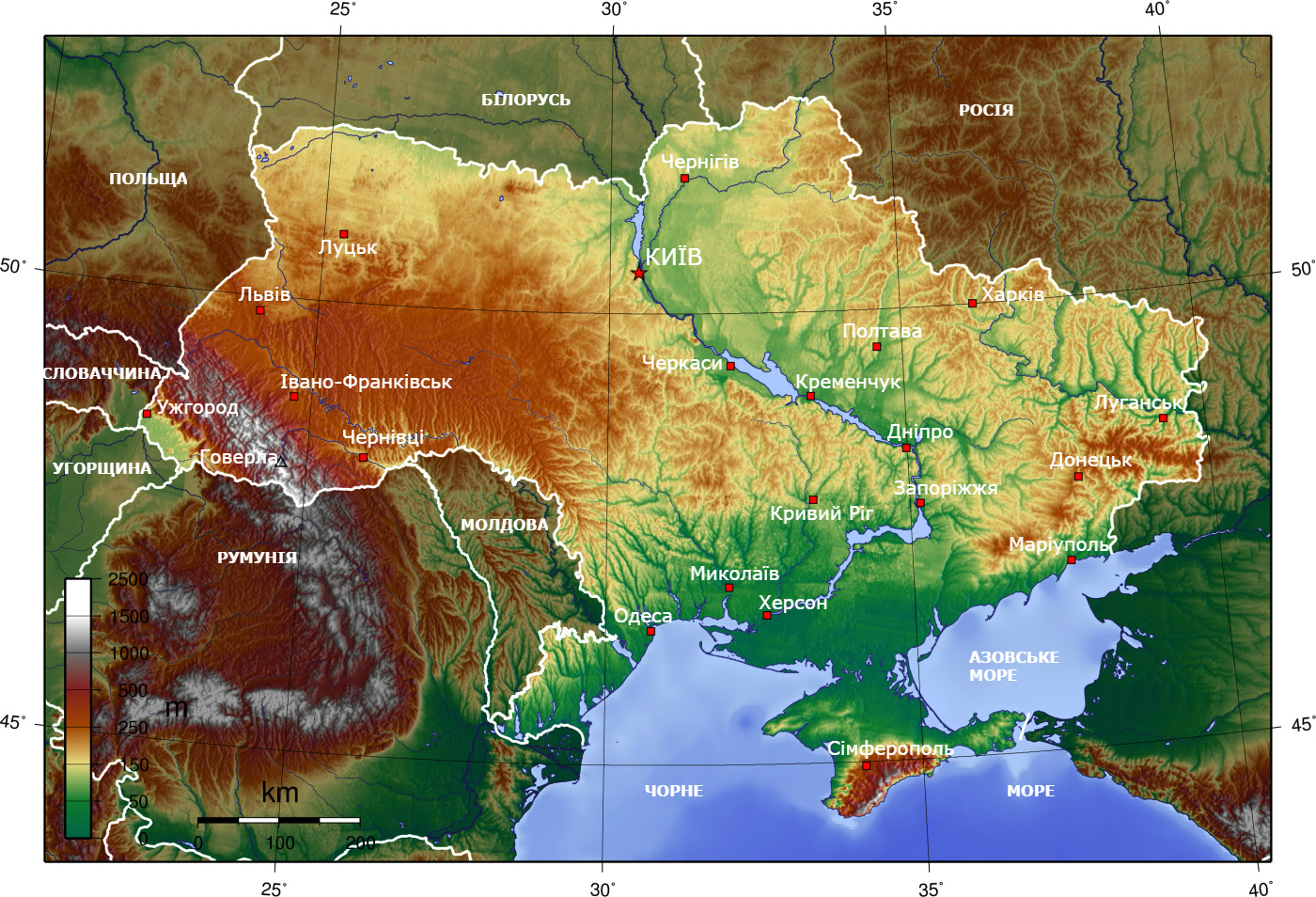
Карта рельєфу України

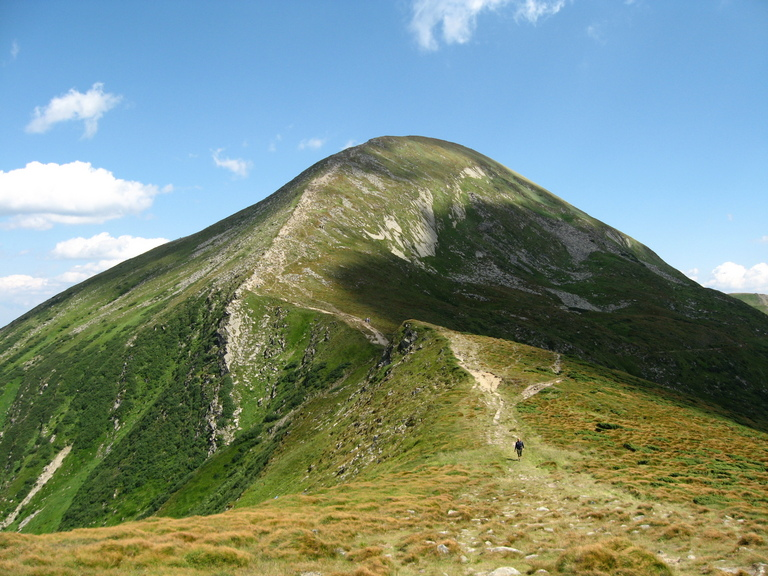
Говерла — найвища точка України, Українські Карпати

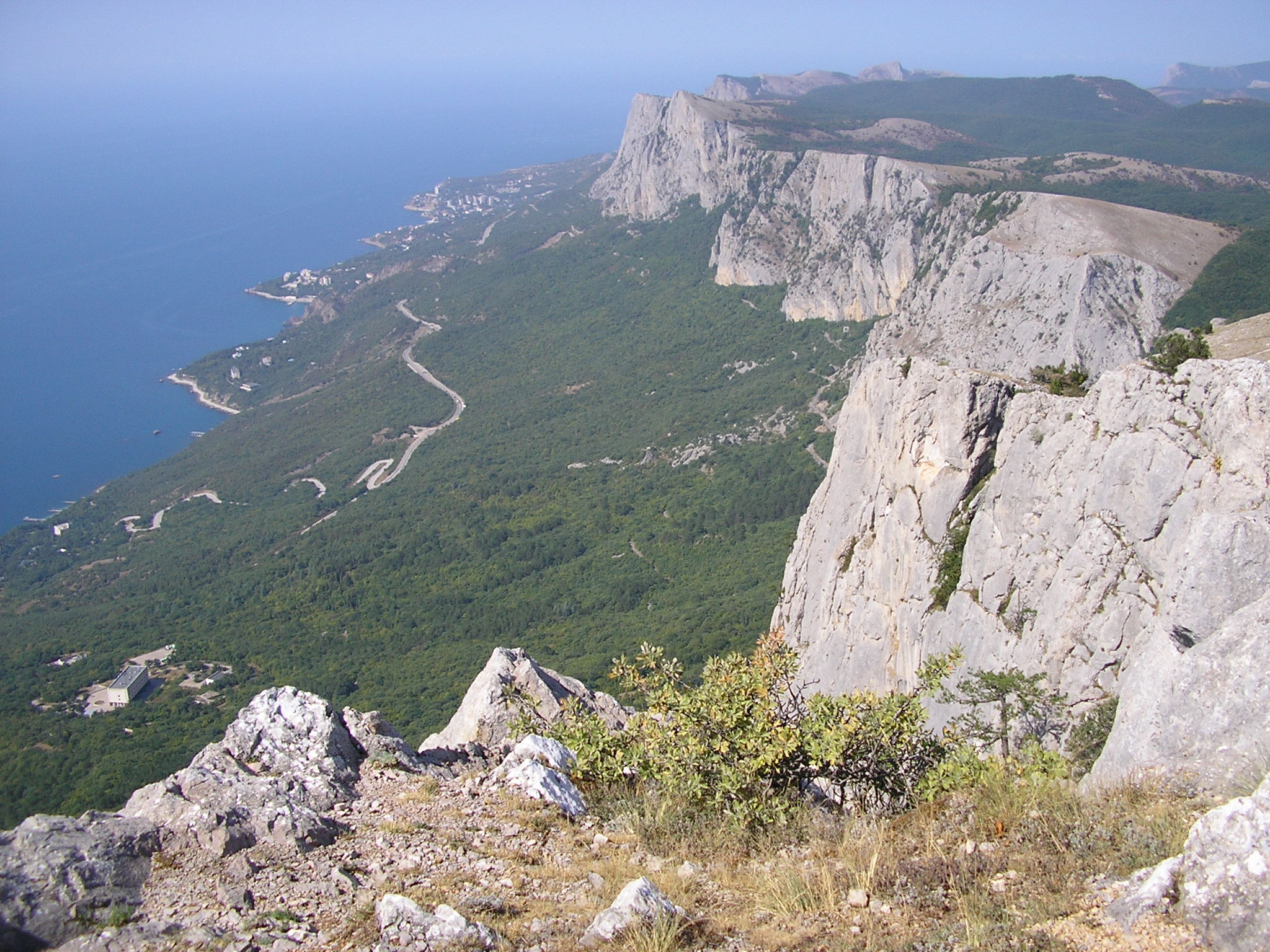
Кримські гори

Го́ри Украї́ни займають близько 5 % території країни. Вони розташовані на заході України — Українські Карпати, та на крайньому півдні — Кримські гори. Найвища вершина України, гора Говерла, належить до Карпатських гір; її висота 2061 м над р. м. У Кримських горах найвищою є Роман-Кош — 1545 м.
За походженням гори України тектонічні, складчасто-брилові (Кримські гори) і складчасто-насувні (Українські Карпати), за морфологічними ознаками середньовисокі, із значною крутизною схилів і переважно м'якими обрисами привершинних ділянок, з глибиною розчленування 600—1000 ма
Завдяки сприятливим природним умовам, в тому числі наявності лікувальних мінеральних вод, гори України є важливими рекреаційними регіонами.
Нижче наведено список деяких найвищих гірських вершин України.

### Двотисячники
- Говерла (2061 м)
- Бребенескул (2032 м)
- Піп Іван Чорногорський (2028 м)
- Петрос (2020 м)
- Гутин Томнатик (2017 м)
- Ребра (2001м)

### Тисячники

#### Карпати
- Менчул (1998 м)
- Туркул (1933 м)
- Пікуй (1405 м)
- Парашка (1271 м)
- Лопата(1210 м)

#### Крим
- Роман-Кош (1545 м)
- Демір-Капу (1540 м)
- Зейтін-Кош (1534 м)
- Кемаль-Егерек (1529 м)
- Еклізі-Бурун (1527 м)
- Ангара-Бурун (1453 м)

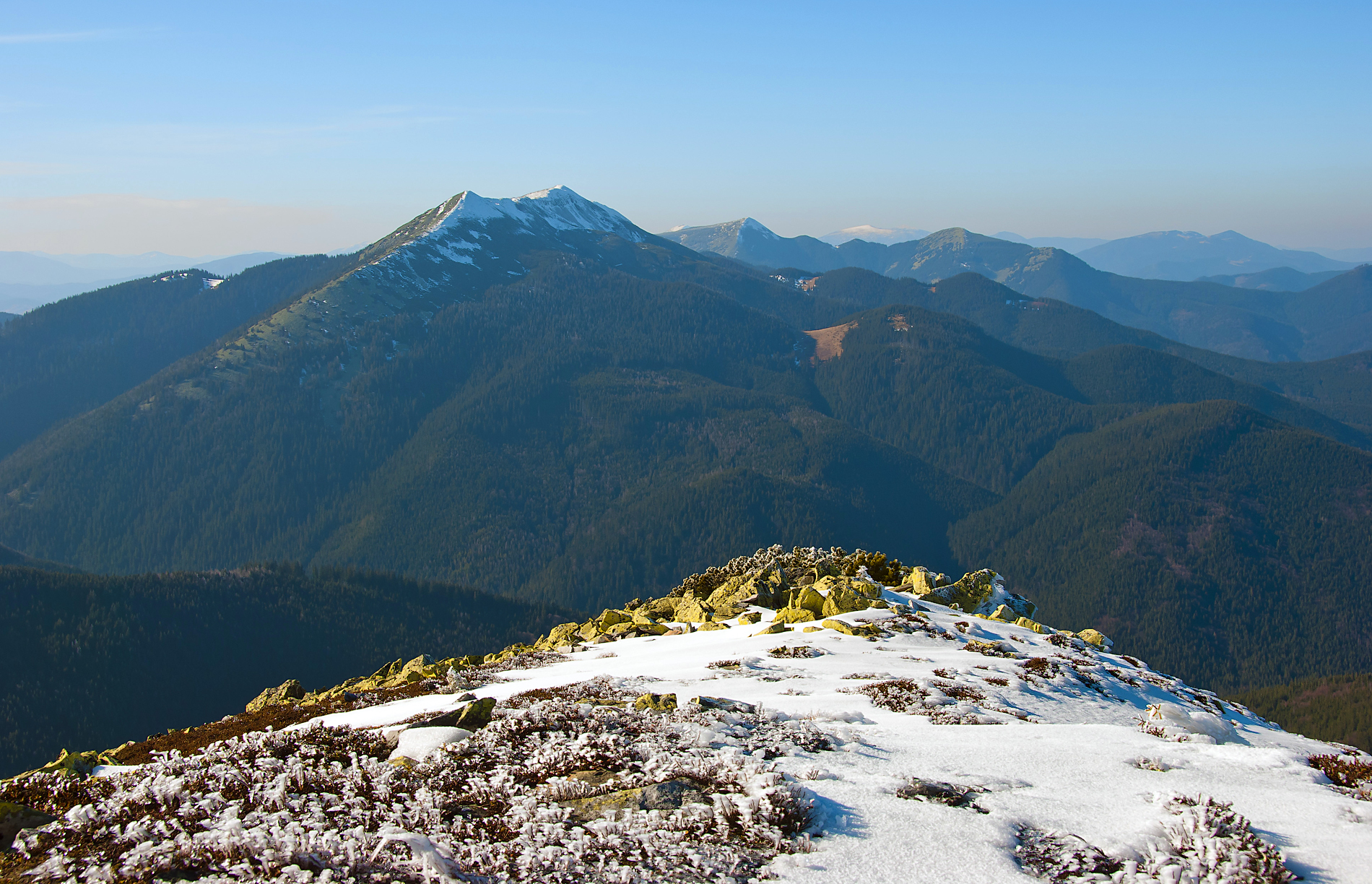
Довбушанка
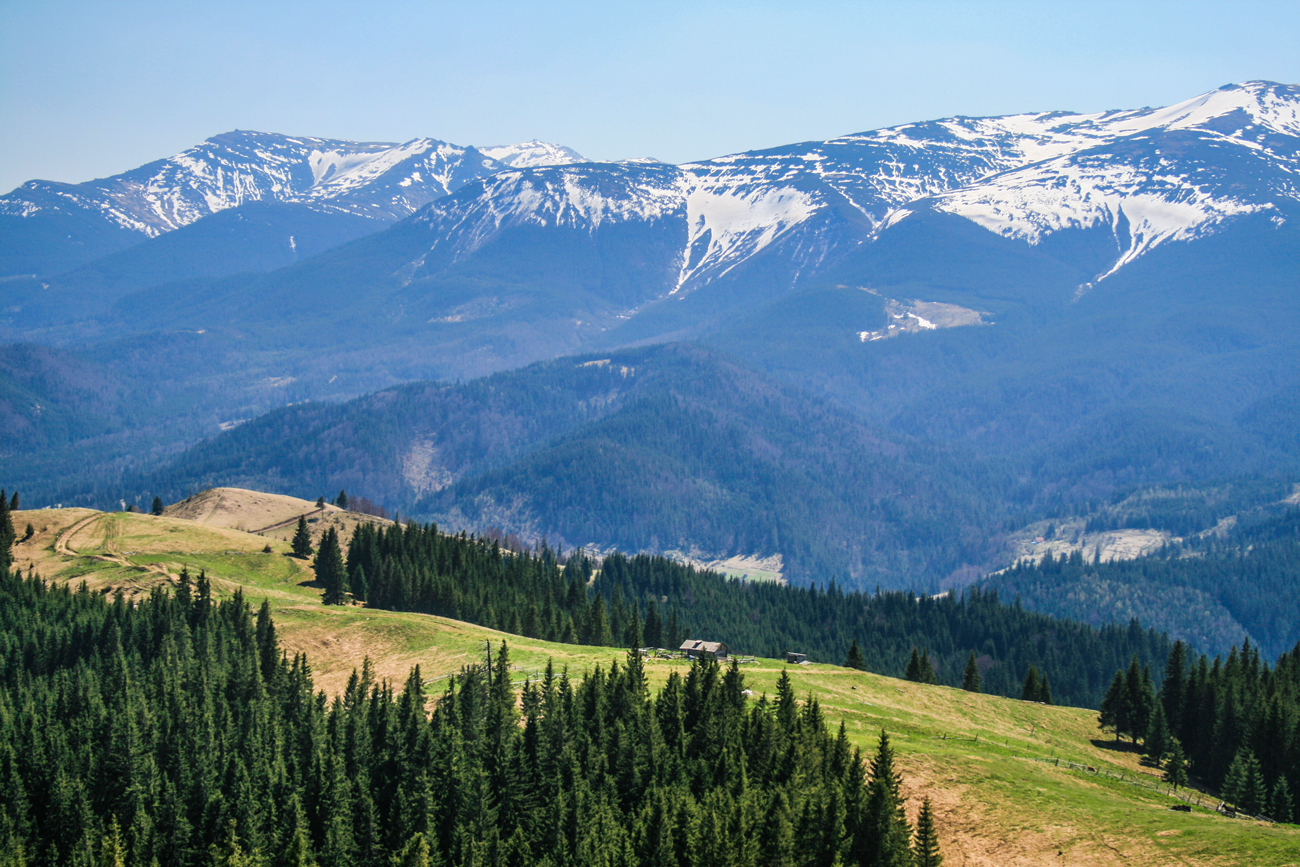
Вигляд з Кострича на Чорногору
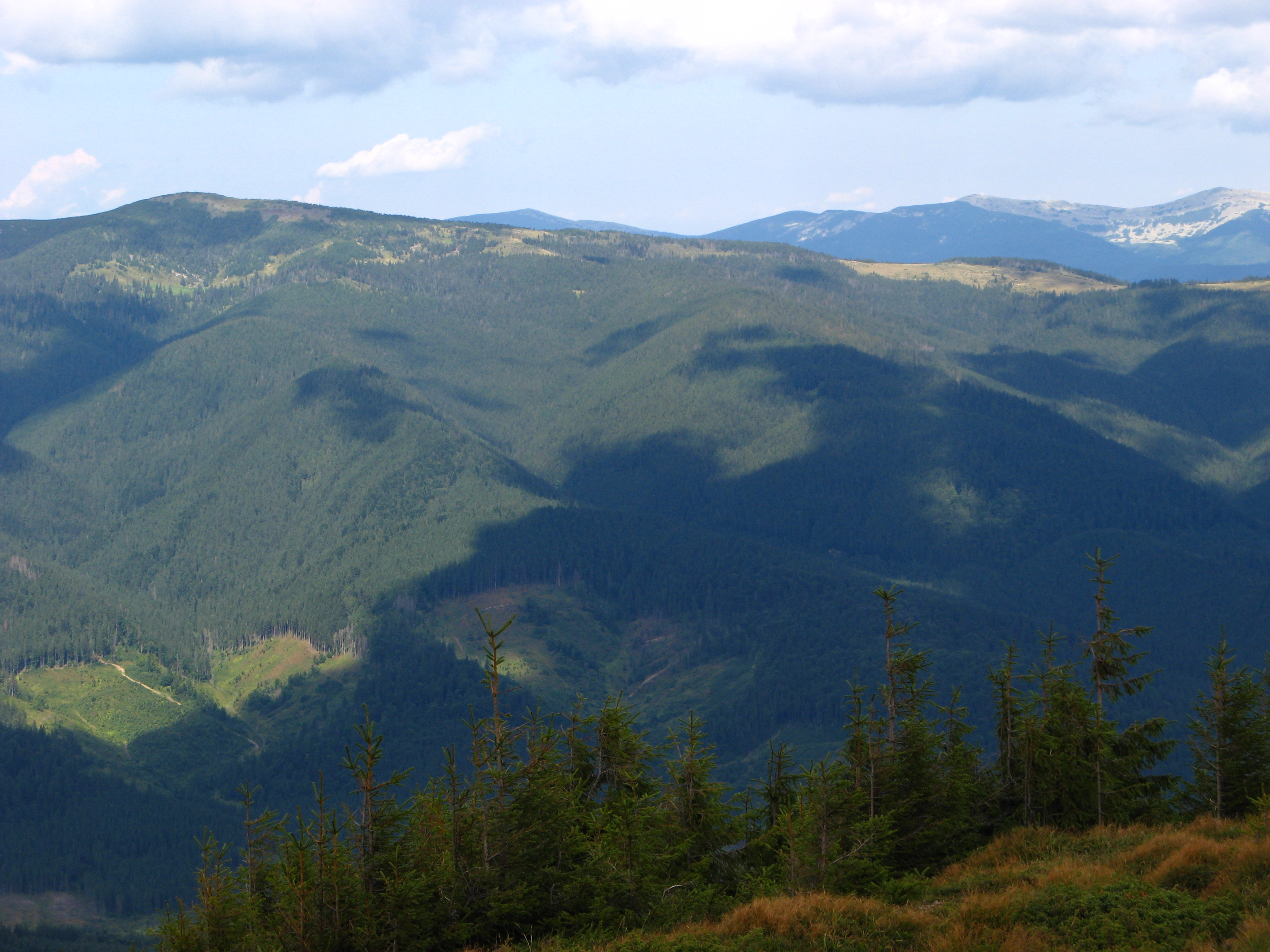
Чорна Клева
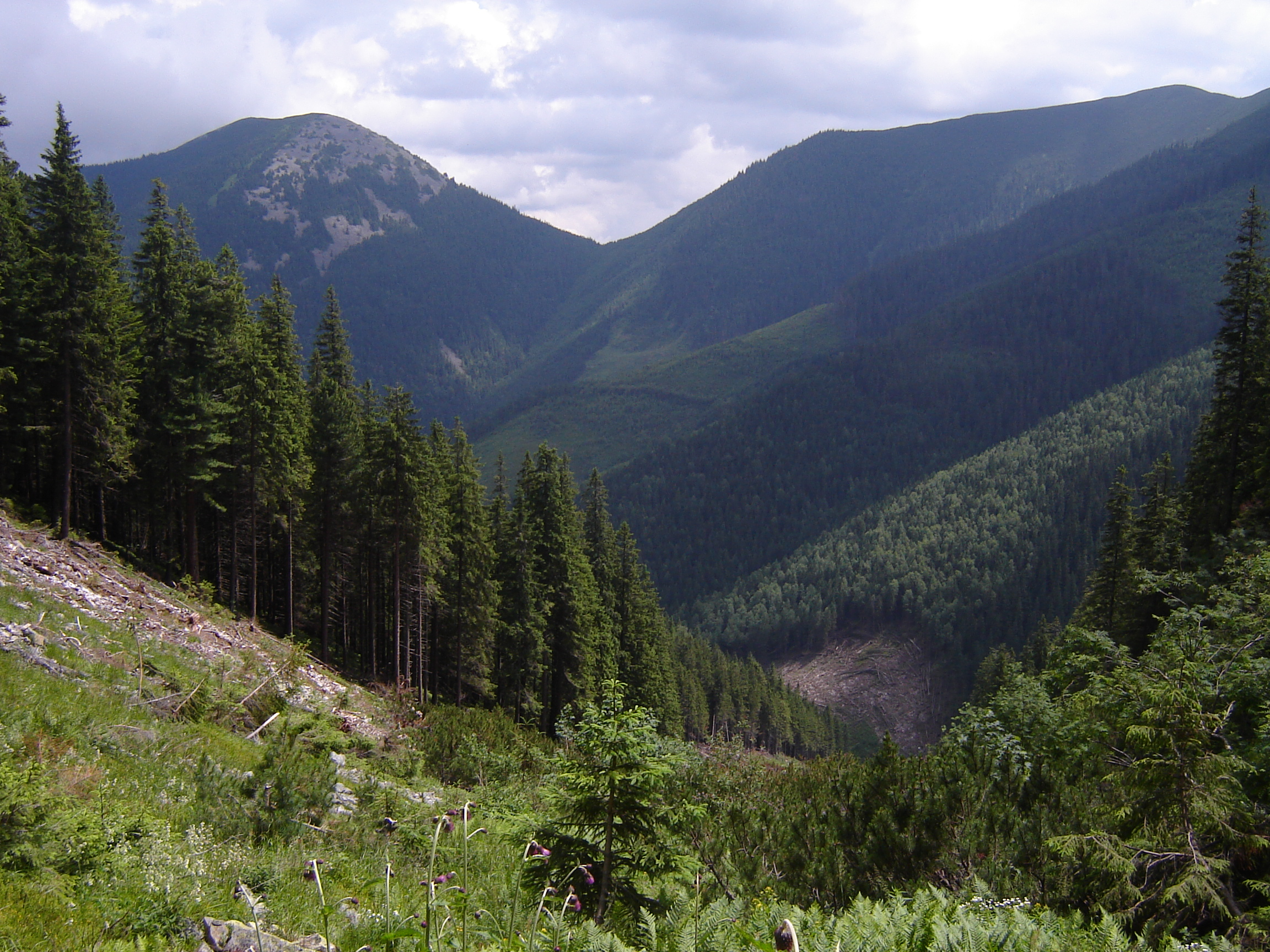
Грофа
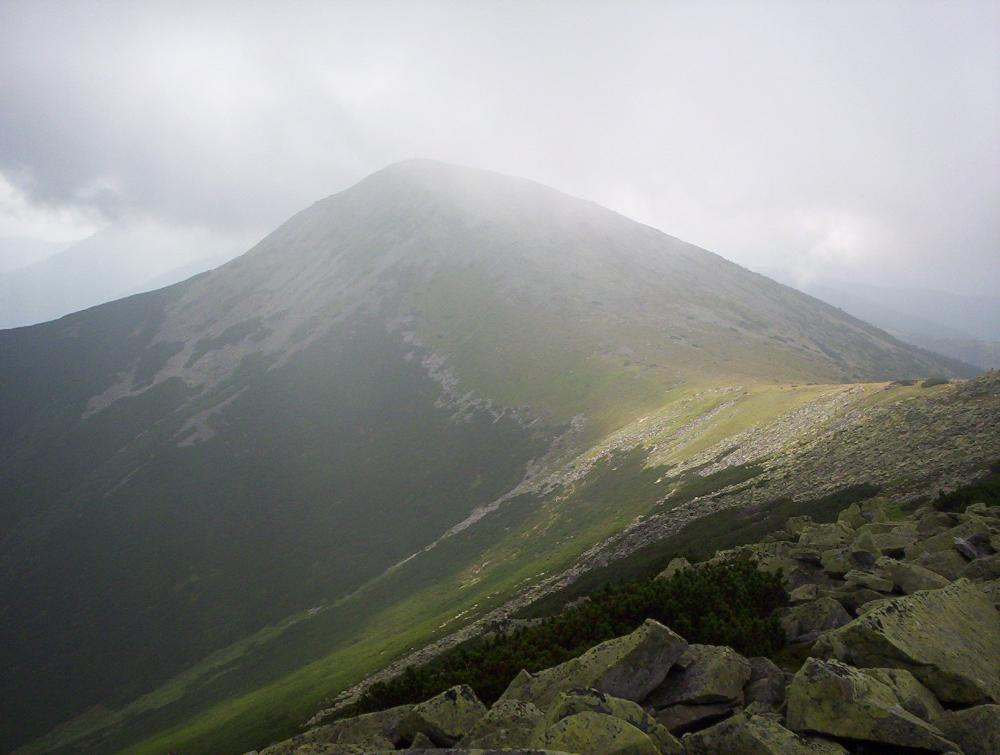
Сивуля